# イスラム王朝
イスラム王朝（イスラムおうちょう、英: Muslim Dynasties）とは、ムスリム（イスラム教徒）の皇帝や国王が支配する国家の総称である。

## 概要
ムハンマドの指導によりムスリムたちがイスラム教の教えの下に結束して、アラビア地域をはじめとする西アジア周辺のオリエント全域にアラブ人たちが興した国が最初で、分裂したり、新たに建国されたり、征服活動や貿易活動などにより、やがて様々な地域のアラブ人以外の人種にもイスラム教が伝播し、北アフリカ、東アフリカ、西アフリカ、中央アジア（トルキスタン）、スペイン、インド、マレーシア、インドネシアにもイスラム王朝が誕生した。それぞれの王朝ごとに1人の君主を置き君主制を敷いている。
現在もムスリムが支配する王朝が存在している。ただし君主国が自国名を王朝名で名乗らないことがほとんどで、例外がサウジアラビア（サウード王家のアラビア国）である。

## イスラム帝国
「王朝」は基本的には血族や養子縁組による世襲君主制の君主の系列を指す（ただし厳密ではない）が、かつて、ムハンマドの死後に立てられた唯一のカリフの元に、ほとんどのムスリムを結集して8世紀に最大規模となったイスラム王朝の勢力と領土があり、その後に衰退して滅亡した王朝をイスラム帝国と呼称している。
イスラム帝国は、4代のうち3代のカリフが暗殺されて30年弱で終焉した正統カリフ時代と、後にシーア派と呼ばれる一部のムスリムの分裂を招いたまま約90年間の統治が続いたウマイヤ朝時代とを経て、アッバース革命によりそれまで従属民としていたペルシア人が影響力を増したアッバース朝時代では、8世紀までに中東地域を中心とした最大勢力を築いた。この時代には唐にも大食の呼称で知られていた。ヨーロッパは帝国を脅威としながらも交易を通じて交流し、特に南アジアや東南アジアについての見識を深めることになった。だが、帝国は次第に内紛によってカリフの権威が失墜、多くのムスリムの離反を招き、帝国に属さないイスラム王朝が勃興した。王朝は13世紀に台頭したモンゴルによって滅ぼされた。以来、このイスラム帝国を上回る規模で統一されたイスラム王朝は現れていない。
西アジア周辺ではイスラム教による厳格な律法が支配し、異教徒に対する団結とジハードが徹底して行われ、逆にムスリム同士及び服従した属領との間であれば寛容な政策が行われることがほぼ共通していた。そのため、ユーラシア大陸のほぼ中央を支配していた地の利も幸いして文物の交流が空前の規模で行われ、イスラムの諸帝国は世界の他の地域に比べ抜きんでた発展を遂げた。これはキリスト教文化に対峙するほどのイスラム教文化が世界の広い地域に広がり、深刻な対立となる一方で、その技術や科学、思想は異教世界にも広がり、ヨーロッパのルネッサンスやインドのシク教などのきっかけともなった。

## イスラム王朝一覧

### 西アジア・中央アジア（トルキスタン）
- 正統カリフ4代
- ウマイヤ朝
- アッバース朝
- ターヒル朝
- カラハン朝
- アラヴィー朝
- サーマーン朝
- サッファール朝
- ズィヤール朝
- ブワイフ朝
- マルワーン朝（英語版）
- ウカイル朝（英語版）
- 大セルジューク朝（セルジューク帝国）
  - セルジューク朝
  - ルーム・セルジューク朝
  - シリア・セルジューク朝
  - ケルマーン・セルジューク朝
  - イラク・セルジューク朝
- イルデニズ朝
- ホラズム・シャー朝
- アルトゥク朝
- ブーリー朝
- ザンギー朝
- イルハン朝
- ベイリク
- オスマン帝国
- ムザッファル朝
- ジャライル朝
- ティムール朝
- 黒羊朝
- 白羊朝
- サファヴィー朝
- イラクのマムルーク朝
- アフシャール朝
- ザンド朝
- カージャール朝
- イラク王国
- シリア・アラブ王国
- パフラヴィー朝

### アラビア半島
- ラスール朝
- オマーン帝国
- 第一次サウード王国
- 第二次サウード王国
- ジャバル・シャンマル王国
- ナジュド及びハッサ王国
- ヒジャーズ王国
- イエメン王国
- ナジュド・スルタン国
- ナジュド及びヒジャーズ王国
- ヤアーリバ朝
- ブーサイード朝

### 北アフリカ・スペイン
- 後ウマイヤ朝
- タイファ
- イドリース朝
- アグラブ朝
- トゥールーン朝
- イフシード朝
- ファーティマ朝
- ズィール朝
- ハンマード朝
- ムラービト朝
- ムワッヒド朝
- アイユーブ朝
- マリーン朝
- ハフス朝
- ナスル朝
- ザイヤーン朝
- マムルーク朝
- ワッタース朝
- サアド朝
- アラウィー朝
- カラマンリー朝
- フサイン朝
- ムハンマド・アリー朝
- エジプト王国
- リビア王国
- チュニジア王国

### 西アフリカ
- マリ帝国
- スンニ朝

### 東アフリカ
- モガディシュのスルタン国（10 – 16世紀）
- イファト・スルタン国（1285年 – 1415年）
- ワルサンガリ・スルタン国（1298年 – 現存）
- アダル・スルタン国（1415年? – 1555年）
- ワラシュマ王朝（14 – 16世紀）
- アジュラーン・スルタン国（14 – 17世紀）
- オーッサ・スルタン国（16世紀 – 現存）
- ハラルの族長（1647年 – 1887年）
- ムダイト王朝（1734年 – 現存）
- ゲレディ・スルタン国（18 – 19世紀）
- マジェールテーン・スルタン国（18世紀中期 – 20世紀初期）
- ゴンマ王国（19世紀初期 – 1886年）
- ジマ王国（1830年 – 1932年）
- ゴム王国（1840年 – 1902年）
- ホビョのスルタン国（19世紀 – 1925年）
- ソマリ・ダルヴィーシュ運動（1896年 – 1920年）

### インド洋
- モルディブ・スルターン国

### 南アジア
- ガズナ朝
- ゴール朝
- クルト朝
- ホータキー朝
- ドゥッラーニー朝
- バーラクザイ朝
- デリー・スルターン朝
- 奴隷王朝
- ハルジー朝
- トゥグルク朝
- サイイド朝
- ローディー朝
- マドゥライ・スルターン朝
- ジャウンプル・スルターン朝
- バフマニー朝
- グジャラート・スルターン朝
- マールワー・スルターン朝
- ベンガル・スルターン朝
- カシュミール・スルターン朝
- デカン・スルターン朝
- ビジャープル王国
- ベラール王国
- ビーダル王国
- アフマドナガル王国
- ゴールコンダ王国
- ムガル帝国
- スール朝
- アワド太守
- ベンガル太守
- カルナータカ太守
- ニザーム王国

### 東南アジア
- マラッカ王国
- パタニ王国
- ジョホール王国
- クダ・スルタン国
- トレンガヌ・スルタン国
- プルリス・ラージャ国
- セランゴール・スルタン国
- パハン・スルタン国
- ペラ・スルタン国
- ヌグリ・スンビラン王国
- サラワク・スルタン国
- ブルネイ帝国
- ポンティアナック・スルタン国
- マニラのラージャ
- セブのラージャ
- トンド王国
- スールー王国
- マギンダナオ王国
- サムドラ・パサイ王国
- ドゥマク王国
- バンテン王国
- アチェ王国
- 新マタラム王国
- ジョグジャカルタのスルターン
- スラカルタのスルターン
- チルボン・スルタン国
- テルナテ王国